# Roy Cullen
Pour les articles homonymes, voir Cullen.
Roy Cullen (né le 31 décembre 1944 à Montréal) est un homme politique canadien. 

## Biographie
Il est député à la Chambre des communes du Canada, représentant la circonscription ontarienne d'Etobicoke-Nord sous la bannière du Parti libéral du Canada.
Il est élu pour la première fois lors d'une élection partielle en 1996, remplaçant le député démissionnaire Roy MacLaren, et est réélu par la suite lors des élections générales en 1997, 2000, 2004 et 2006. Il ne s'est pas représenté en 2008
Durant ses mandats, il est secrétaire parlementaire du ministre des Finances (septembre 1999 à septembre 2001) du ministre de la Sécurité publique et de la Protection civile (juillet 2004 à février 2006).